# Enrico Cicogna
Enrico Cicogna (fl. XX-XXI secolo) è stato un traduttore italiano.

## Biografia
È stato traduttore dal tedesco, dal portoghese, dallo spagnolo e dall'inglese; tra le sue opere figurano alcuni libri della serie su James Bond e la prima traduzione in italiano di Cent'anni di solitudine di García Márquez, nonché le prime traduzioni dei libri di Mario Vargas Llosa. Lavorò lungamente per Mondadori, Feltrinelli e Garzanti.

## Opere

### Traduzioni
- Helène Jourdan-Morhange, Ravel, Milano, Nuova accademia, 1960
- Dick Haskins, Il filo conduttore, Milano, Garzanti, 1962
- Fernando Namora, L'uomo con la maschera, Milano, Martello, 1963
- Carosello di narratori portoghesi, Milano, Martello, 1963 (anche curatela)
- Ian Fleming, A 007, dalla Russia con amore, Milano, Garzanti, 1965
- Ian Fleming, Casino Royale, Milano, Garzanti, 1965
- Ian Fleming, Si vive solo due volte, Milano, Garzanti, 1965
- Konrad Adenauer, Memorie: 1945-1953, Milano, Mondadori, 1966
- Ian Fleming, Una cascata di diamanti, Milano, Garzanti, 1966
- Francis Clifford, Bersaglio sull'autostrada, Milano, Mondadori, 1967
- Ian Fleming, Octopussy, Milano, Garzanti, 1967
- Ernesto Guevara, La guerra di guerriglia e altri scritti politici e militari, Milano, Feltrinelli, 1967
- Mickey Spillane, Alba di sangue, Milano, Garzanti, 1967
- John Toland, Gli ultimi cento giorni, Milano, Club degli editori, 1967
- Basil P. Mathiopulos, Il colpo dei colonnelli: il 21 aprile ad Atene, Milano, Mondadori, 1968
- Mary McCarthy, Hanoi, Milano, Mondadori, 1968
- Gabriel García Márquez, Cent'anni di solitudine, Milano, Feltrinelli, 1968
- Ernesto Guevara; Carlos Varela, La guerra rivoluzionaria, Milano, Feltrinelli, 1968
- Lev Aleksandrovič Bezymenskij, La morte di Hitler, Milano, Mondadori, 1969
- Leslie Charteris, Il Santo in Europa, Milano, Garzanti, 1969
- Márcio Moreira Alves, Cristo fra i generali, Milano, Mondadori, 1969
- Juan Carlos Onetti, Raccattacadaveri, Milano, Feltrinelli, 1969
- Gustavo Sainz, Gazapo e Autobiografia, Milano, Il Saggiatore, 1969
- Juan Carlos Onetti, La vita breve, Milano, Feltrinelli, 1970
- Mario Vargas Llosa, La casa verde, Torino, Einaudi, 1970
- Manuel Puig, Una frase, un rigo appena: romanzo d'appendice, Milano, Feltrinelli, 1971
- Mario Vargas Llosa, Conversazione nella Cattedrale, Milano, Feltrinelli, 1971
- Juan Carlos Onetti, Il cantiere, Milano, Feltrinelli, 1972
- Manuel Puig, Il tradimento di Rita Hayworth, Milano, Mondadori, 1972
- Manuel Puig, Fattaccio a Buenos Aires, Milano, Feltrinelli, 1973
- Angela Zago, Qui non è successo niente: una ragazza nella guerriglia, Milano, Feltrinelli, 1973
- Alfredo Bryce Echenique, Un mondo per Julius: romanzo, Milano, Feltrinelli, 1974
- Gabriel García Márquez, Un giornalista felice e sconosciuto, Milano, Feltrinelli, 1974
- Juan Carlos Onetti, Per questa notte, Milano, Feltrinelli, 1974
- Gabriel García Márquez, L'autunno del patriarca, Milano, Feltrinelli, 1975
- Gabriel García Márquez, La mala ora, Milano, Feltrinelli, 1975
- Manuel Scorza, Rulli di tamburo per Rancas, Milano, Feltrinelli, 1975
- Mario Vargas Llosa, La città e i cani, Milano, Feltrinelli, 1976
- Manuel Scorza, Storia di Garabombo, l'invisibile, Milano, Garzanti-Vallerdi, 1978
- Gabriel García Márquez, Nessuno scrive al colonnello e otto racconti, Milano, Mondadori, 1982
- Gabriel García Márquez, I funerali della Mamà Grande, Milano, Mondadori, 1983
- Gabriel García Márquez, La incredibile e triste storia della candida Erendira e della sua nonna snaturata, Milano, Mondadori, 1983
- Gabriel García Márquez, Occhi di cane azzurro, Milano, Mondadori, 1985
- Luis Martín-Santos, Tempo di silenzio, Milano, Feltrinelli, 1995